# Вольф, Юлиус (поэт)
Юлиус Вольф (нем. Julius Wolff; 16 сентября 1834, Кведлинбург — 3 июня 1910, Шарлоттенбург, ныне в составе Берлина) — немецкий поэт и прозаик.
Сын фабриканта тканей. Изучал философию и экономику в Берлинском университете. По окончании курса вернулся в Кведлинбург, продал унаследованную фабрику и занялся литературой и журналистикой (в частности, основал городскую газету «Harz-Zeitung»). В поэзии и прозе изображал условную средневековую «рыцарскую» старину; наибольшим успехом пользовались выполненные Вольфом переложения старинных легенд — такие, как «Летучий голландец» (нем. Der fliegende Holländer; 1892) или «Гаммельнский крысолов» (нем. Der Rattenfänger von Hameln; 1876), популярность которого вызвала присвоение Вольфу в 1884 году звания почётного гражданина Гаммельна (незадолго перед смертью Вольф был провозглашён также почётным гражданином Кведлинбурга, в котором родился).